# Stępin
Stępin est une localité polonaise de la gmina de Długołęka, située dans le powiat de Wrocław en voïvodie de Basse-Silésie.

## Histoire
De 1742 à 1945, Stampen fait partie de l'arrondissement d'Œls, dans le district de Breslau au sein de la province de Silésie.